# 10054 Solomin

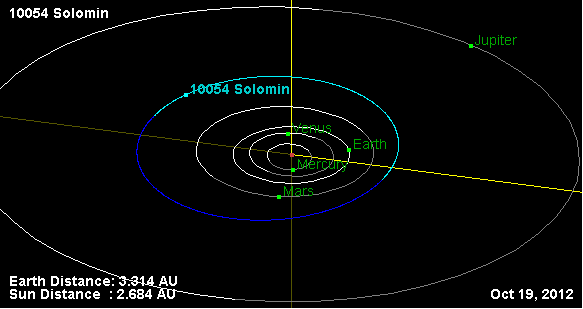
10054 Solomin

10054 Solomin eller 1987 SQ17 är en asteroid i huvudbältet som upptäcktes den 17 september 1987 av den ryska astronomen Ljudmila Tjernych vid Krims astrofysiska observatorium på Krim. Den är uppkallad efter Yurij M. Solomin.
Asteroiden har en diameter på ungefär 4 kilometer.